# Palpocrates rufipalpis
Palpocrates rufipalpis är en tvåvingeart som beskrevs av Schmitz 1939. Palpocrates rufipalpis ingår i släktet Palpocrates och familjen puckelflugor. Inga underarter finns listade i Catalogue of Life.